# Joseph Arnaouti
Joseph Arnaouti – duchowny ormiańskokatolicki, w latach 1997–2023 egzarcha patriarszy Damaszku. Sakry udzielił mu Howannes Bedros XVIII Kasparian.